# Municipio de Caledonia (condado de Kent)
El municipio de Caledonia (en inglés: Caledonia Township) es un municipio ubicado en el condado de Kent en el estado estadounidense de Míchigan. En el año 2010 tenía una población de 12332 habitantes y una densidad poblacional de 133,38 personas por km².

## Geografía
El municipio de Caledonia se encuentra ubicado en las coordenadas 42°48′16″N 85°29′46″O / 42.80444, -85.49611. Según la Oficina del Censo de los Estados Unidos, el municipio tiene una superficie total de 92.45 km², de la cual 90.42 km² corresponden a tierra firme y (2.2%) 2.03 km² es agua.

## Demografía
Según el censo de 2010, había 12332 personas residiendo en el municipio de Caledonia. La densidad de población era de 133,38 hab./km². De los 12332 habitantes, el municipio de Caledonia estaba compuesto por el 95.21% blancos, el 1.22% eran afroamericanos, el 0.27% eran amerindios, el 1.18% eran asiáticos, el 0.02% eran isleños del Pacífico, el 0.46% eran de otras razas y el 1.64% pertenecían a dos o más razas. Del total de la población el 2.27% eran hispanos o latinos de cualquier raza.